# Karl Regensburger (Kartograf)
Karl Adolf Siegfried Regensburger (* 25. September 1933 in Dresden; † 9. Mai 2022 ebenda) war ein deutscher Kartograf und Hochschullehrer.

## Leben und Werk
Karl Regensburger studierte, promovierte 1966 an der Fakultät für Bauwesen der Technischen Universität Dresden zum Dr.-Ing. und habilitierte. Sein Forschungsschwerpunkt war die Photogrammetrie. Er war als wissenschaftlicher Assistent und später Oberassistent an der TU Dresden tätig und wurde 1992 zum Professor auf den Lehrstuhl für Photogrammetrie berufen. Gleichzeitig übernahm Regensburger bis 1997 die Ausbildung für Studenten der Fachrichtung Forstwissenschaften auf dem Gebiet der Photogrammetrie.

## Schriften (Auswahl)
- Beitrag zum Problem der Genauigkeitssteigerung großmaßstäbiger Aerotriangulationen. Dresden 1966.
- (mit anderen Autoren): Photogrammetrie. Verfahren und Geräte. 3. Auflage, Berlin 1973.
- (mit anderen Autoren): Photogrammetrie. Verfahren und Geräte. 4., stark bearbeitete Auflage, Berlin [1978].
- Zur Entwicklung der photogrammetrischen Meßtechnik. In: WZTUD 30, Heft 5, 1981, S. 143 ff.
- (mit anderen Autoren): Photogrammetrie. Verfahren und Geräte. 5., stark bearb. Aufl., Berlin 1987.
- Photogrammetrie. Anwendungen in Wissenschaft und Technik. Berlin 1990.